# Buliya
Buliya (auch: Blunt Island, Bulia, Howison Island, Mbulia Island, Mbuliya Island) ist eine Insel der Kadavu-Gruppe in Fidschi.

## Geographie
Buliya liegt zwischen Ono und Dravuni im Nordosten vor Hauptinsel Kadavu.
Die Insel ist fünfstrahlig gegliedert. Es gibt einen kleinen Bach, Onekura, und fünf kleine Kaps (Muainadugu Point – N, Venusi Point – O, Cakaulevu Point – SO, Muanikauna Point – SW und Solomalawe Point – W). Nach dem Solomalawe Point ist auch eine der beiden Siedlungen der Insel benannt. Sie hat ca. 85 Einwohner. Im Süden liegt der gleichnamige Ort Bulia.
Der höchste Punkt der Insel ist der Hügel Koroniyake im Süden mit ca. 123 m Höhe.
Vor der Küste liegen zahlreiche Riffe (Waimaliku Reef – W, Yamotu Balavu Reef – O, Yamotukeidau Reef, Naikawakawa Reef – S) und im Osten erstreckt sich das Great Astrolabe Reef.
Im Süden sind die nächsten Inselchen Yabu Island und Vurolevu; im Norden liegen die Taqua Island Rocks und Yaukuvelailai.